# Typhonium albispathum
Typhonium albispathum är en kallaväxtart som beskrevs av Josef Bogner. Typhonium albispathum ingår i släktet Typhonium och familjen kallaväxter.
Artens utbredningsområde är Thailand. Inga underarter finns listade.